# Počúvadlianske jazero
Počúvadlianske jazero (również Tajch Počúvadlo) – sztuczny zbiornik wodny w Górach Szczawnickich na Słowacji, ok. 5 km na północ od wsi Počúvadlo. Największy z dawnych tajchów (z niem.: der Teich – staw) – sztucznych zbiorników piętrzących wodę do napędzania maszyn i urządzeń górniczych i hutniczych w historycznym bańskoszczawnickim rewirze górniczym.
Zbiornik wybudowano w latach 1775–1779 według projektu Józefa Karola Hella. Wodę piętrzy aż pięć tam. Powierzchnia zbiornika wynosi 11,73 ha, maksymalna głębokość 20,0 m, a objętość zgromadzonej wody 745 300 m³.
Woda do zbiornika spływała pięcioma sztucznymi kanałami o łącznej długości 15,56 km, z których najdłuższy, tzw. Sitniansky jarok, miał długość 4,63 km. Kanały odprowadzające wodę do poszczególnych kół wodnych i innych mechanizmów miały łączną długość 13,77 km. W siedmiu miejscach kanały te prowadzone były podziemnymi sztolniami.
Obecnie zbiornik wykorzystywany jest do celów rekreacyjnych. Istnieje tu kąpielisko, a w jego otoczeniu kemping, szereg pensjonatów i zaplecze gastronomiczne.